# Linea Mooka
La linea Mooka (真岡線?, Mooka-sen) è una linea ferroviaria regionale non elettrificata a scartamento ridotto che unisce la prefettura di Ibaraki con quella di Tochigi, ed è gestita dalla Ferrovia Mooka. La linea unisce le stazioni di Shimodate, sulla linea Mito, e di Motegi, sulla linea Mito. Ad eccezione del capolinea di Shimodate, non sono presenti altri punti di interscambio con altre linee ferroviarie.

## Servizi
La ferrovia, lunga circa 42 km, è interamente a binario singolo non elettrificato, e conta 17 stazioni, capolinea inclusi. La frequenza dei treni è tipicamente di uno all'ora, con la maggior parte dei percorsi divisi presso la stazione di Mooka. In certe occasioni è disponibile anche un treno rapido SL Mooka effettuato con una locomotiva a vapore.

## Stazioni
| Stazione          | Giapponese | Distanza | SL Mooka | Collegamenti          | Posizione    | Posizione |
| ----------------- | ---------- | -------- | -------- | --------------------- | ------------ | --------- |
| Shimodate         | 下館       | 0.0      | ●        | Linea Mito Linea Jōsō | Chikusei     | Ibaraki   |
| Shimodate-Nikōmae | 下館二高前 | 2.2      | ｜       |                       | Chikusei     | Ibaraki   |
| Orimoto           | 折本       | 4.6      | ●        |                       | Chikusei     | Ibaraki   |
| Higuchi           | ひぐち     | 6.5      | ｜       |                       | Chikusei     | Ibaraki   |
| Kugeta            | 久下田     | 8.5      | ●        |                       | Mooka        | Tochigi   |
| Terauchi          | 寺内       | 12.6     | ▲        |                       | Mooka        | Tochigi   |
| Mooka             | 真岡       | 16.4     | ●        |                       | Mooka        | Tochigi   |
| Kita-Mōka         | 北真岡     | 18.0     | ｜       |                       | Mooka        | Tochigi   |
| Nishidai          | 西田井     | 21.2     | ●        |                       | Mooka        | Tochigi   |
| Kitayama          | 北山       | 22.9     | ｜       |                       | Mooka        | Tochigi   |
| Mashiko           | 益子       | 25.1     | ●        |                       | Mashiko Haga | Tochigi   |
| Nanai             | 七井       | 28.4     | ●        |                       | Mashiko Haga | Tochigi   |
| Tatara            | 多田羅     | 31.2     | ●        |                       | Ichikai Haga | Tochigi   |
| Ichihana          | 市塙       | 34.3     | ●        |                       | Ichikai Haga | Tochigi   |
| Sasaharada        | 笹原田     | 38.1     | ｜       |                       | Ichikai Haga | Tochigi   |
| Ten'yaba          | 天矢場     | 39.2     | ｜       |                       | Motegi Haga  | Tochigi   |
| Motegi            | 茂木       | 41.9     | ●        |                       | Motegi Haga  | Tochigi   |